# Suchitoto
Suchitoto è un comune del dipartimento di Cuscatlán, in El Salvador.